# عزاب (الضالع)
عزاب هي إحدى قرى الجمهورية اليمنية. تتبع جغرافيا لمحافظة الضالع و إداريًا لمديرية قعطبة. يبلغ تعداد سكانها 3083 نسمة حسب الإحصاء الذي أجري عام 2004.